# جیساکلارآباد
جیساکلارآباد، روستایی است از توابع بخش عباس‌آباد شهرستان تنکابن در استان مازندران ایران.

## جمعیت
این روستا در دهستان کلارآباد قرار دارد و براساس سرشماری مرکز آمار ایران در سال ۱۳۸۵، جمعیت آن ۲۰۴ نفر (۵۹خانوار) بوده‌است. مردم جیساکلارآباد از قومیت طبری هستند مردم جیساکلارآباد به زبان طبری (مازندرانی) سخن می‌گویند.